# コスモス (ロケット)
コスモス（露: Ко́смос）は、R-12ミサイル及びR-14ミサイルを由来とする旧ソ連(現在のロシア連邦)が開発したロケットシリーズの事を指す場合と、シリーズ中で最初に開発されたGRAU名63S1のロケット自体の事を指す場合がある。。
コスモスシリーズには衛星打ち上げロケットだけでなく、観測ロケットも含まれている。最初のコスモスロケット、コスモスは1961年10月27日に打ち上げられ、以後現在に至るまで700基以上のコスモスロケットが打ち上げられた。
コスモス3Mが最も有名で、440基以上製造されており現在も使用されている。

## バージョン
| 名称         | GRAUインデックス | 用途                 | 由来 | 初飛行         | 最終飛行       | その他 |
| ------------ | ---------------- | -------------------- | ---- | -------------- | -------------- | ------ |
| コスモス     | 63S1             | 衛星打ち上げロケット | R-12 | 1961年10月27日 | 1967年12月19日 |        |
| コスモス1    | 65S3             | 衛星打ち上げロケット | R-14 | 1964年8月18日  | 1965年12月28日 |        |
| コスモス2M   | 63S1M            | 両方                 | R-12 | 1965年10月19日 | 1966年4月26日  |        |
| コスモス2I   | 11K63            | 衛星打ち上げロケット | R-12 | 1966年5月24日  | 1977年6月18日  |        |
| コスモス3    | 11K65            | 衛星打ち上げロケット | R-14 | 1966年11月16日 | 1968年8月27日  |        |
| コスモス3M   | 11K65M           | 衛星打ち上げロケット | R-14 | 1967年5月15日  | 2010年4月27日  |        |
| コスモス3MR  | 65MR             | 観測ロケット         | R-14 | 1973年1月1日   |                | 現役   |
| コスモス3MP  | 65MP             | 観測ロケット         | R-14 |                |                |        |
| コスモス3MRB | 65MRB            | 観測ロケット         | R-14 | 1980年12月5日  | 1988年6月21日  |        |